# Guantang, Guangdong
Guantang är en köping i sydöstra Kina. Den ligger i stadsdistriktet Xiangqiao i staden Chaozhou i provinsen Guangdong, omkring 360 kilometer öster om provinshuvudstaden Guangzhou. Antalet invånare är 32 229. Befolkningen består av 16 225 kvinnor och 16 004 män. Barn under 15 år utgör 17,0 %, vuxna 15-64 år 72 %, och äldre över 65 år 9,0 %.